# Bhaskara
Bhaskara, född 1114 nära Beed, död 1185, var en indisk astronom. I den storartade lärodikten Siddhantashiromani ("astronomi-stjärnprydnad") systematiserade han hinduernas matematiska vetande. Hans största matematiska verk blev sedan Lilavati. I Bhaskaras arbeten förekommer här och där grekiska och arabiska ord, som antyder, att han var förtrogen med andra länders vetande. Enastående är hans behandling av kedjebråk, och speciellt hans metod att lösa den ekvation som senare felaktigt kommit att kallas Pells ekvation.